# St. Gordian und Epimachus (Pleß)

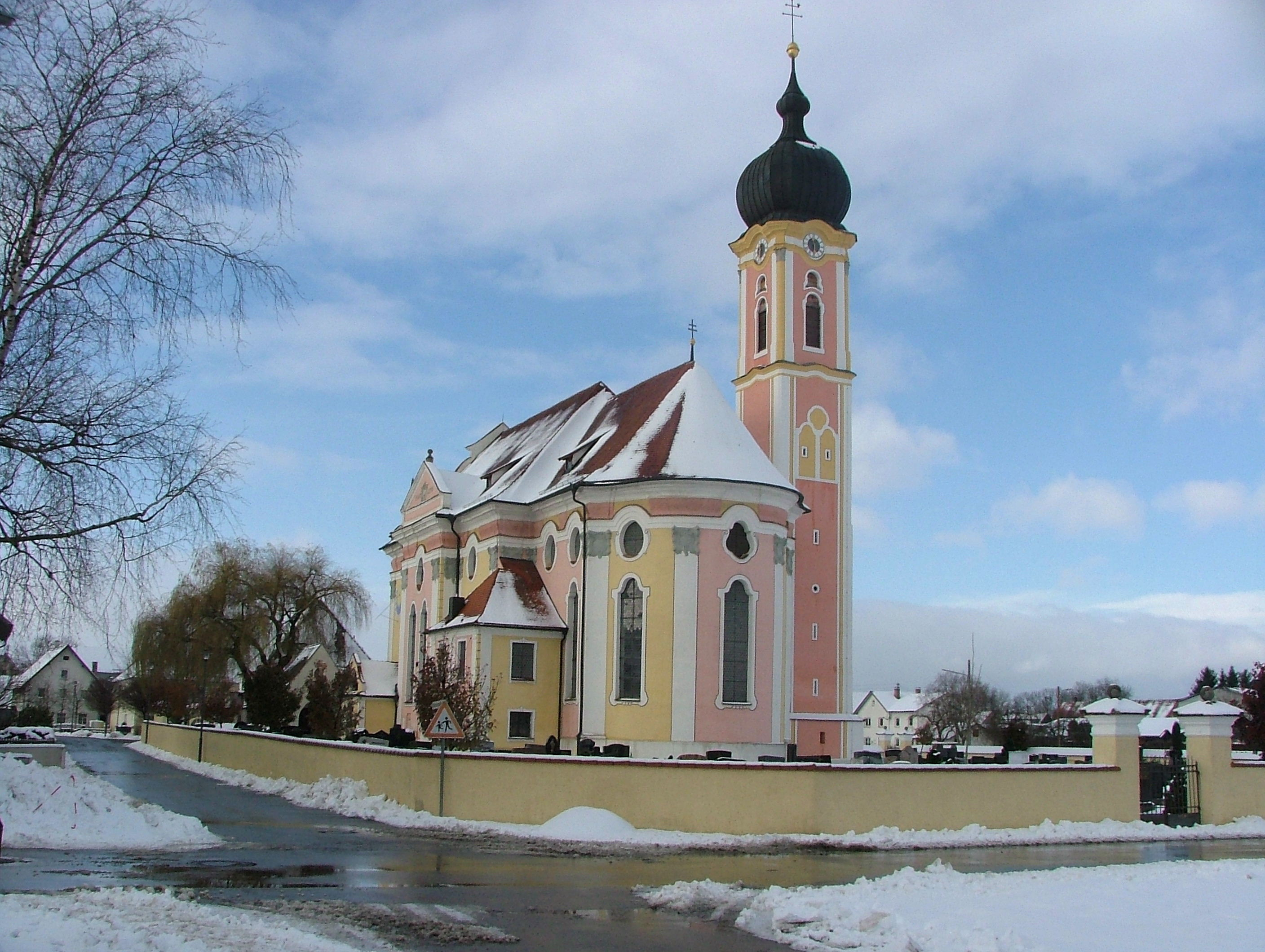
Kirche St. Gordian und Epimach in Pleß

Die katholische Pfarrkirche St. Gordian und Epimachus in Pleß ist eine 1765 im Auftrag der Reichskartause Buxheim erbaute und 1767 vom Augsburger Weihbischof Franz Xaver Adelmann von Adelmannsfelden geweihte Kirche im oberschwäbischen Pleß im Landkreis Unterallgäu in Bayern. Die Pläne für die Kirche sollen vom kurbayerischen Baumeister Dominikus Zimmermann stammen. Die Kirche steht unter Denkmalschutz. St. Gordian und Epimachus ist eine der bedeutendsten Landkirchen des Illertales. Der Bau ist eine nuancierte Weiterentwicklung der Pfarrkirche St. Peter und Paul in Buxheim.

## Geschichte
Die Kirche ist den Heiligen Gordianus und Epimachus geweiht. Dies weist darauf hin, dass es sich um eine unter dem Einfluss des Stifts Kempten gegründete Kirche handelt. Die frühen kemptischen Grundrechte in Pleß könnten durch Hildegard, die Gemahlin Karls des Großen, oder durch ihren gemeinsamen Sohn Ludwig den Frommen dotiert worden sein. Als Dank für die Rechte in Pleß weihte das kemptische Stift die Kirche den durch Hildegard vermittelten Reliquien.
Im Mittelalter überschwemmte der nahegelegene Fluss Iller den Ort. Die Fundamente einer Vorgängerkirche wurden unterspült, was schließlich zu deren Einsturz führte. Die jetzige Kirche errichteten in den Jahren 1765/1766 Jakob Jehle aus Obenhausen und der Buxheimer Donatbruder Johann Wiedemann. Die Initiative für einen Neubau war von Prior Hieronymus Pfeiffer der Kartause Buxheim ausgegangen. Im Jahr 1767 wurde die neuerbaute Kirche geweiht. Für den Neubau mussten 21.582 Gulden aufgebracht werden, die zum größten Teil von der Kartause Buxheim getragen wurden. Renovierungen der Kirche fanden in den Jahren 1930, 1936, 1959, von 1981 bis 1983 und letztmals 2004 statt.

## Baubeschreibung

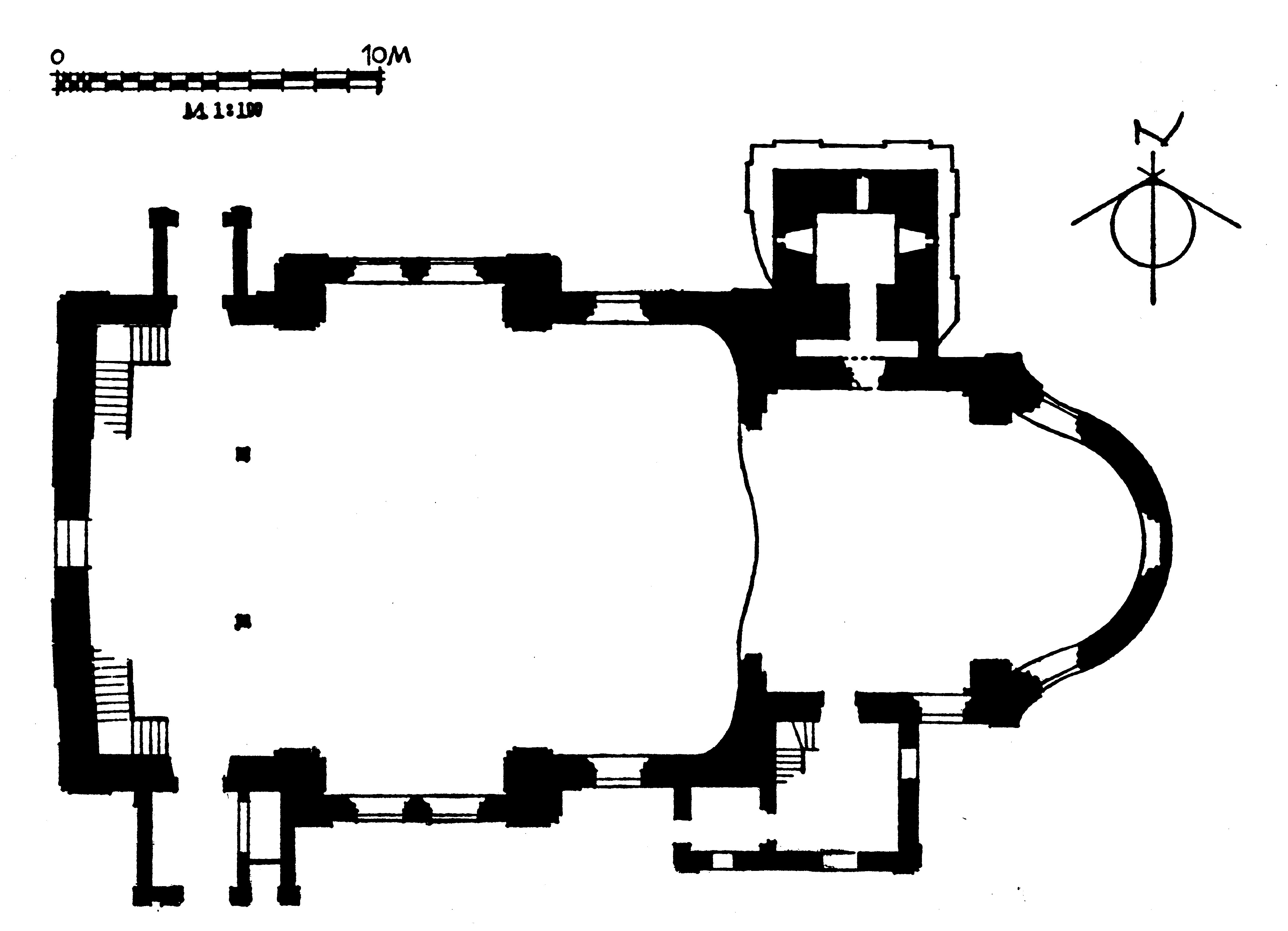
Grundriss von St. Gordian und Epimach in Pleß

Das verputzte Kirchengebäude befindet sich am Ostrand von Pleß. Das Langhaus besteht aus einem Saal mit drei Jochen. Das erste und dritte Joch haben je eine Fensterachse, im mittleren zweiten Joch befinden sich zwei Fensterachsen. Das Langhaus ist im mittleren Joch zu beiden Seiten durch Risalite mit flachen Dreiecksgiebeln verbreitert. Der Risalit auf der Südseite trägt die Jahreszahl MDCCLXVI (1766). Das Langhaus mit einem Satteldach ist innen durch Pilaster gegliedert, deren Kapitelle mit Wappenformen und Muschelwerk verziert sind. Über zwei Treppen an der Westwand des Langhauses gelangt man zur ersten der beiden Emporen, von dort zur zweiten Empore über eine weitere Treppe. Gestützt werden beide Emporen von marmorierten Holzsäulen. Auf der zweiten Empore befindet sich die Orgel. An das Langhaus schließt sich der querrechteckige Chorraum mit einem runden Chorbogen an. Der Chor besteht aus zwei Fensterachsen und einer Segelkuppel. Dort befinden sich die Zugänge zum Kirchturm und zur Sakristei. Der rund geschlossene Altarraum mit einem Kuppelgewölbe und hoher Stichkappe ist durch einen runden Gurtbogen mit dem Chorraum verbunden. Im Langhaus und im Chor befinden sich hohe Fenster mit geschwungenen Fensterstürzen. Die Außenfassaden des Langhauses und des Chores sind durch aufgemalte weiße Pilaster gegliedert, deren Kapitelle plastisch ausgearbeitet sind. Die durch die Pilaster geschaffenen Felder sind gelb und rot bemalt. Auf der Westseite ist die Fassade dreigeteilt und ebenfalls durch Pilaster gegliedert. Mit der Ausnahme eines dreipassförmigen Fensters sind die Fenster der westlichen Fassade blind. Auf dem geschweiften Giebel befinden sich seitlich Zierobelisken. Im nördlichen Chorwinkel steht der quadratische Kirchturm, dessen obere Wandfelder konkav ausgeführt sind. An den Ecken befinden sich diagonal gestellte, von Lisenen flankierte Halbsäulen. In das geschwungene Gebälk sind die Zifferblätter der Turmuhr integriert. Gedeckt ist der Kirchturm mit einer mit Kupferblech verkleideten Zwiebelhaube, die eine kleine goldgefärbte Kugel und ein Doppelkreuz trägt. Im südlichen Chorwinkel gegenüber dem Kirchturm befindet sich der zweigeschossige Anbau der Sakristei. Er ist mit einem Walmdach gedeckt, durch Lisenen gegliedert und besitzt rechteckige Fenster. An der Nord- und Südseite befindet sich je ein Vorzeichen. Das südliche trägt ein Satteldach und hat einen geschweiften Giebel mit einer Ölbergszene. Innen befindet sich in einem rundbogig geöffneten Einbau ein Kerkerchristus von 1720. Das Vorzeichen auf der Nordseite besitzt ein Walmdach. Beide haben rundbogige Eingänge.

## Ausstattung

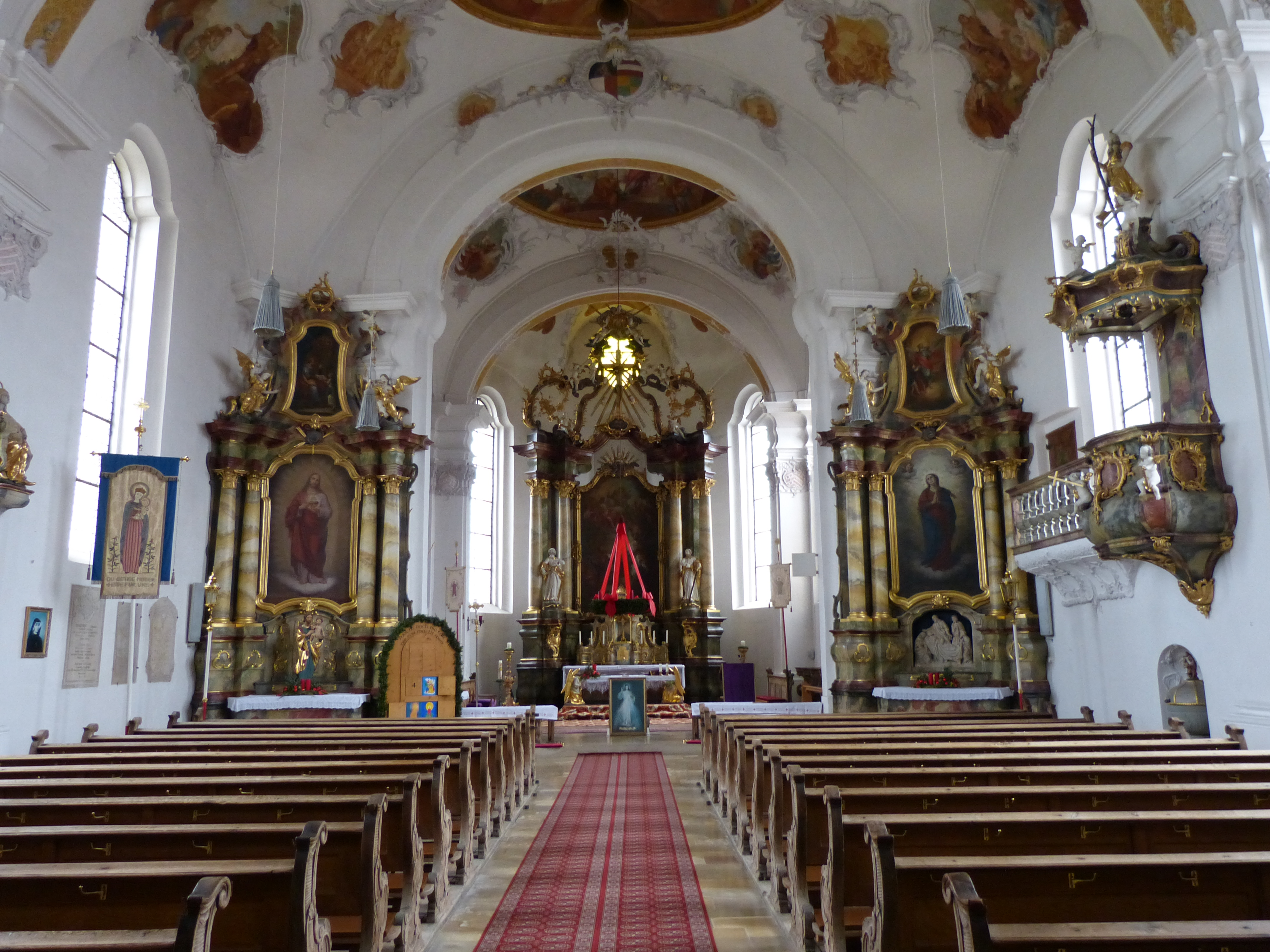
Innenansicht von St. Gordian und Epimach in Pleß

### Hochaltar
Der Hochaltar besteht aus einem marmorierten Holzaufbau mit vergoldetem Rocailledekor. Über der schlichten Mensa befindet sich der Tabernakel als Nischenaufbau mit dem Lamm Gottes im kuppelförmigen Aufsatz. Rechts und links vom Tabernakel befinden sich Reliquienschreine. Das Altarblatt des Hochaltares mit der Verklärung der Heiligen Gordian und Epimach ist ein Werk von Eustachius Gabriel. Flankiert wird das Altarblatt von gestaffelten Freisäulen. Die beiden Figuren der Apostel Petrus und Paulus auf Konsolen zwischen den Freisäulen schuf 1766 Stephan II. Luidl. Bekrönt ist der Hochaltar von vier Voluten, die baldachinartig ein Kruzifix umschließen.

### Seitenaltäre
Beide Seitenaltäre sind wie der Hochaltar marmorierte Holzaufbauten mit vergoldetem Rocailledekor. Sie wurden um das Jahr 1766 geschaffen. Die Mensen sind leicht geschwungen. Die Altarblätter sind nach einer unsachgemäßen Restaurierung nicht mehr im Original erhalten. Das linke Altarblatt mit dem Herzen Jesu schuf 1885 Joseph Stehle. Die Muttergottes im rechten Altarblatt stammt von Joseph Kehren und entstand im dritten Viertel des 19. Jahrhunderts. Ursprünglich war der linke Altar Johannes dem Täufer gewidmet. Rechts befand sich von 1883 bis 1906 eine Lourdesgrotte. Auf den hohen Bildern im Altarauszug ist links die Belehrung Mariens durch die heilige Anna und rechts ein Schutzengel dargestellt.

### Kanzel

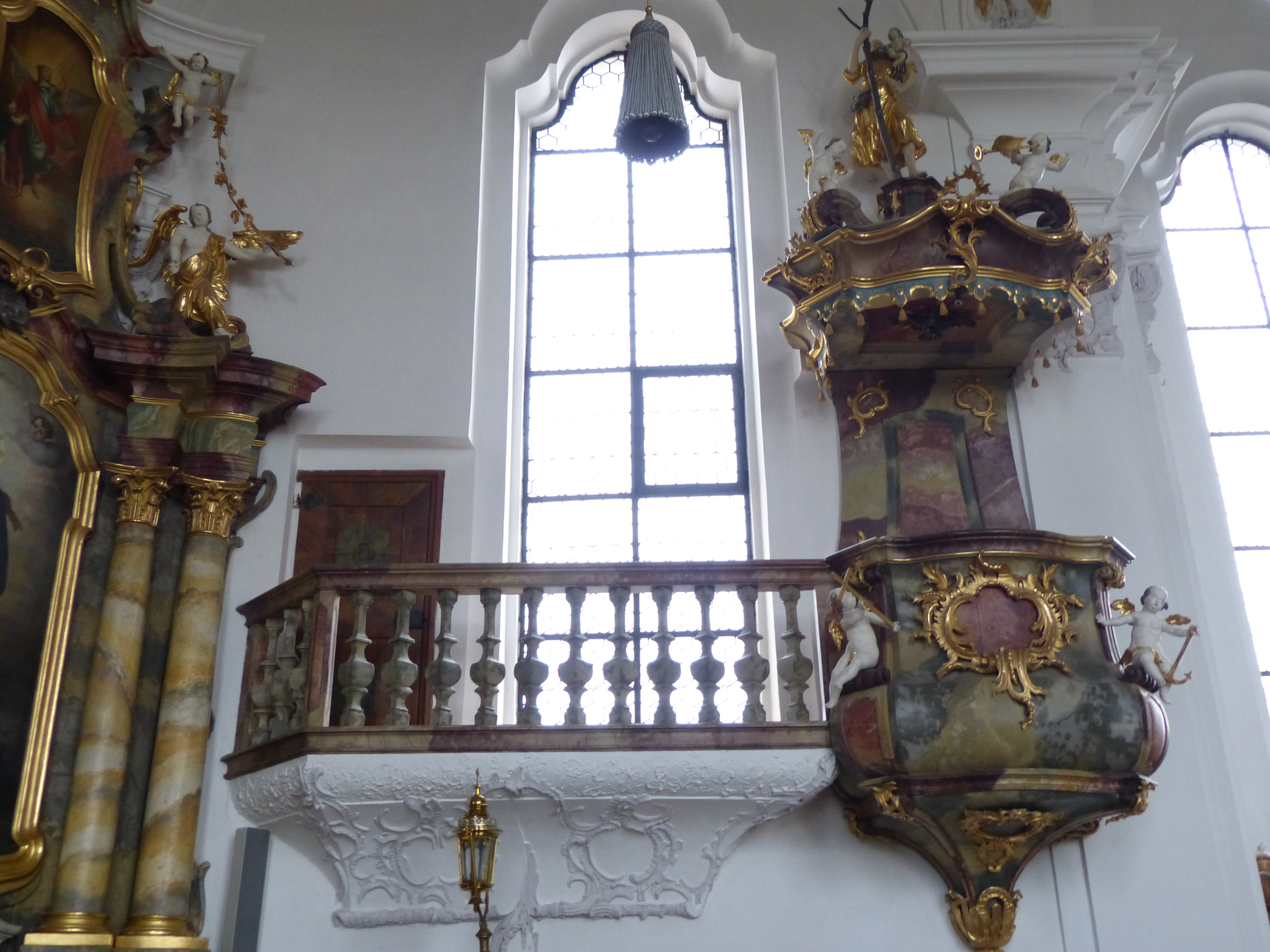
Kanzel, 1766

Die Kanzel wurde 1766 im gleichen Stil wie die Altäre gefertigt. Der Zugang erfolgt über einen Balkon mit Balustrade von der Sakristei aus. Der Kanzelkorb ist dreiseitig gebaucht und ruht auf einem geschweiften Sockel. Die Figuren stammen vermutlich von Stephan II. Luidl. Am Korb tragen Putten die Attribute der göttlichen Tugenden. Auf dem Schalldeckel befinden sich weitere Putten und eine Figur des heiligen Christophorus.

### Taufbecken
In einer halbrunden Mauernische unterhalb der Kanzel befindet sich das Taufbecken aus Sandstein. Es wurde um 1600 geschaffen, der geschwungene Deckel mit einer kleinen Figurengruppe der Taufe Christi stammt aus dem 18. Jahrhundert.

### Kreuzweg
Der Kreuzweg aus der Mitte des 18. Jahrhunderts besteht aus 14 Stationen. Station VII wurde modern ergänzt.

### Gestühl
Das Laiengestühl aus der Zeit um 1770 besteht aus zwei Reihen. Die geschwungenen Eichenholzwangen tragen Rocailleschnitzerei. Im Chor befinden sich zwei Bänke mit je drei Stallen von 1766. Die Eichenholzwangen sind ebenfalls mit Rocailleschnitzereien versehen. Die Beichtstühle aus marmoriertem Holz in den beidseitigen Verlängerungen durch die Risalite im Langhaus wurden um 1770 geschaffen. Die dreiteiligen Beichtstühle im Norden und Süden sind im Auszug von Leinwandbildern der Heiligen Petrus und Magdalena bekrönt.

### Figuren
In der Kirche befinden sich mehrere gefasste Holzfiguren. Aus der ersten Hälfte des 18. Jahrhunderts stammen die Madonna an der nördlichen Chorwand und die Pietà an der Nordseite des Langhauses. Der Kerkerheiland im südlichen Vorzeichen wurde um 1720 geschaffen. Die fünf Figuren der Ölbergszene in der Nische des Vorzeichens stammen aus dem 18. Jahrhundert.

### Deckenfresken

#### Chor- und Altarraum

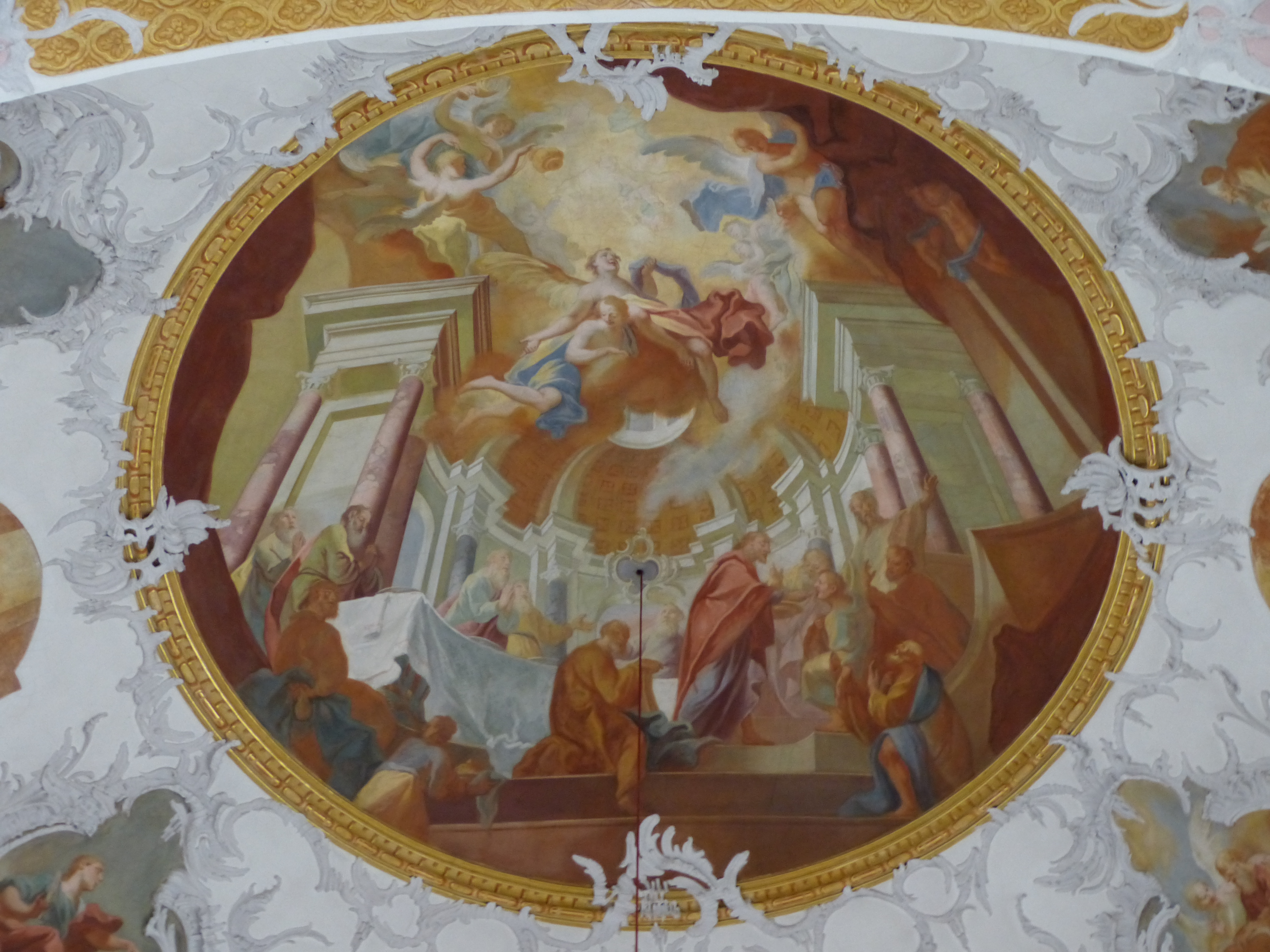
Letztes Abendmahl im Chorraum von St. Gordian und Epimachus in Pleß, 1766

Die Fresken der Kirche aus dem Jahr 1766 stammen von Eustachius Gabriel. Das Fresko im westlichen Joch des Langhauses ist mit „Eustachius Gabriel de Schwarzach inv. et pinx. 1766“ bezeichnet. Im Chor- und Altarraum und über dem Hauptaltar sind Szenen aus dem Alten und Neuen Testament dargestellt. Oberhalb des Hochaltars zeigen drei Fresken in gelber Tonmalerei in der Mitte das Lamm Gottes, links Moses schlägt Wasser aus dem Felsen (4 Mos 20,11 ) und rechts das Lager des Volkes Israel. Im Zentrum des Chorraumes feiert Jesus mit seinen Jüngern das Letzte Abendmahl. In den Zwickeln ist das zentrale Fresko von den vier Evangelisten umgeben: Matthäus mit einem geflügelten Menschen, Lukas mit dem Stier, Markus mit dem Löwen und Johannes mit dem Adler. Die beiden Nebenfelder im Chor in brauner Tonmalerei zeigen links den Hohepriester im Tempel und rechts die Kundschafter aus dem Lande Kanaan (4 Mos 13 ).

#### Langhaus

##### Östliches Joch
Die Fresken im östlichen Joch, das sich an den Chorraum anschließt, behandeln das Leben und Wirken Johannes des Täufers. Das Zentralmotiv zeigt seine Enthauptung (Mk 6,17–29 ). In den beiden größeren Nebenfeldern ist links die Taufe Christi (Mk 1,9–11 ) und rechts die Predigt des Johannes (Mt 3,1–12 ) dargestellt. Die kleinen gelben Kartuschen enthalten sechs weitere Szenen aus dem Leben Johannes des Täufers.

##### Mittleres Joch

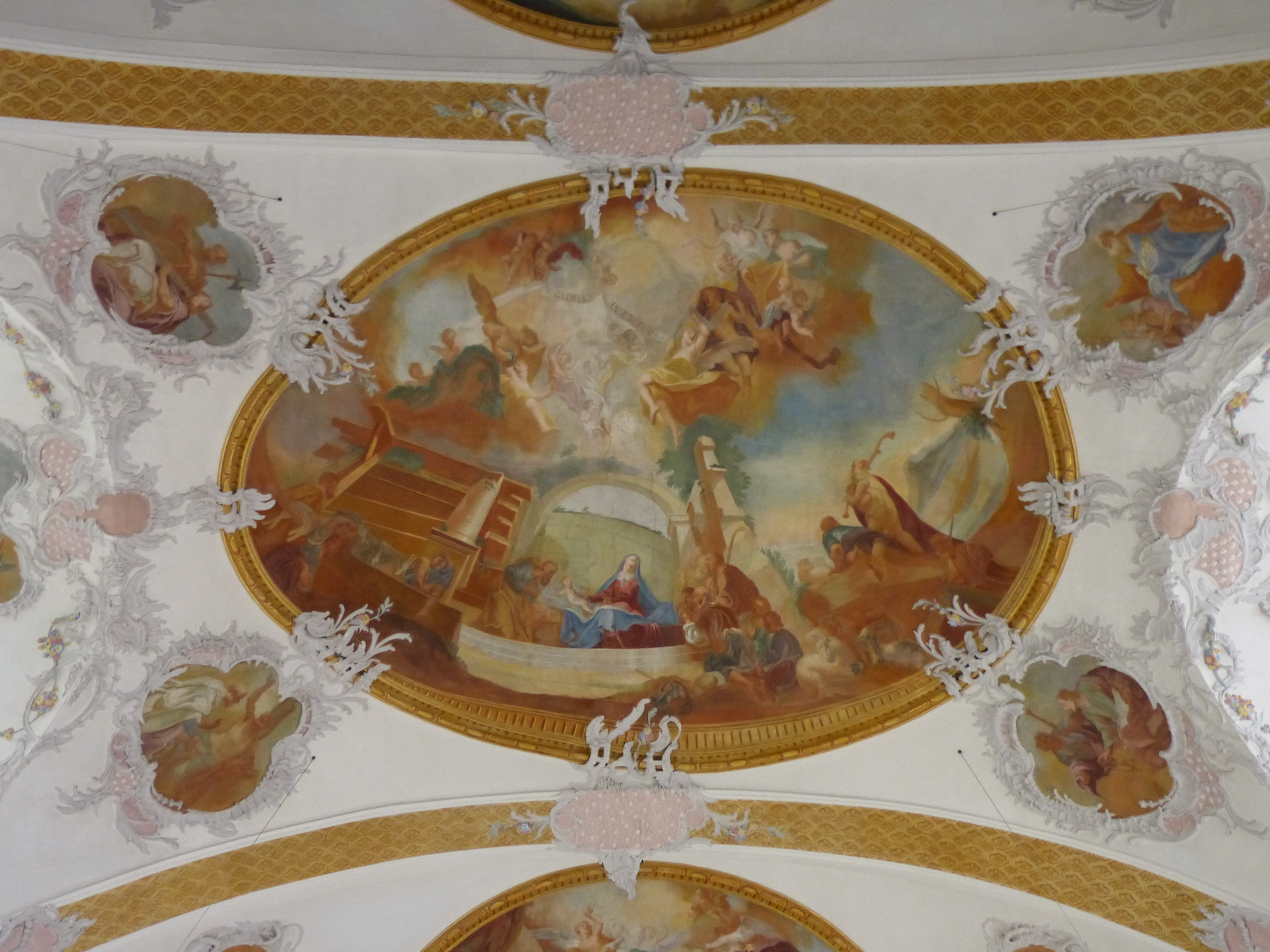
Fresko mit der Geburt Christi und der Anbetung der Hirten, 1766

Das zentrale Fresko im Mitteljoch mit der Geburt Jesu und der Anbetung durch die Hirten (Lk 2,1–20 ) ist von sechs kleineren Fresken mit den Aposteln in Zweiergruppen umgeben. Dies sind im Uhrzeigersinn, beginnend rechts oben, die Apostel Philippus mit Kreuz und Bartholomäus mit Messer und abgezogener Gesichtshaut, Thomas mit Lanze und dem durchbohrten Herz Jesu und Jakobus der Jüngere mit der Walkerstange, Jakobus der Ältere mit Pilgerstab und Johannes mit Buch und Kelch, Petrus mit Schlüssel und Andreas mit Kreuz, Judas Thaddäus mit Keule und Matthias mit Beil sowie Matthäus mit einer Hellebarde und Simon mit seiner Säge.

##### Westliches Joch
Die Fresken im westlichen Joch haben Szenen des mönchischen Lebens zum Thema. In der Mitte oberhalb der Orgel lehnt der heilige Bruno die Wahl zum Bischof ab. Bruno ist auch im linken Nebenfeld der Predigt des heiligen Bruno dargestellt. Im Nebenfeld auf der gegenüberliegenden Seite erscheint Christus der heiligen Rosalina. Die kleinen Kartuschen in gelber Tonmalerei haben Kartäuserlegenden zum Inhalt.

### Stuck
Der Stuck an den Gemäldespiegeln, Nebenfeldern, Zwickelkartuschen, Gurtbögen und Stichkappengraten stammt vermutlich von Jakob Jehle. Oberhalb des Chorbogens befindet sich das Wappen der Kartause Buxheim.

### Glocken
Die fünf Glocken wurden im Jahre 2004 von der Glockengießerei Grassmayr in Innsbruck als Salve-Regina-Geläut gegossen. Das ursprüngliche Geläut aus Stahlglocken musste wegen Korrosionsschäden und Mängeln an den Aufhängungen entfernt werden, da die statische Sicherheit nicht mehr gegeben war.
| Nr. | Name                       | Schlagton | Inschrift |
| --- | -------------------------- | --------- | --- |
| 1   | Dreifaltigkeitsglocke      | es1       | Die Gnade unseres Herrn Jesus Christus, die Liebe Gottes des Vaters und die Gemeinschaft des Heiligen Geistes sei mit Euch.                                                        |
| 2   | Marienglocke               | as1       | Sei gegrüßt du Königin, Mutter der Barmherzigkeit, unser Leben, unsere Wonne und Hoffnung sei gegrüßt.                                                                             |
| 3   | Maria Magdalena Glocke     | c2        | Ich habe den Herrn gesehen. Er lebt! Jauchzt vor dem Herrn alle Länder der Erde. Dient dem Herrn mit Freude und kommt vor sein Antlitz mit Jubel.                                  |
| 4   | Josefsglocke               | es2       | Heiliger Josef, erflehe unserer Gemeinde Pleß Gottes Schutz und Segen. Halte fern, was Leib und Seele schaden könnte und begleite uns auf dem letzten Weg in die Ewigkeit.         |
| 5   | Hl. Pfarrer von Ars Glocke | f2        | Hl. Pfarrer von Ars, du Patron und Vorbild aller Priester. Erflehe uns viele geistliche Berufungen und erbitte allen Priestern reichen Segen für das Wirken im Weinberg des Herrn. |

### Orgel
Die erste Orgel stammte aus dem Jahr 1770 und war von der politischen Gemeinde finanziert worden. Das Orgelwerk auf der obersten Empore wurde im Jahre 1904 gebaut.

### Epitaphien
Drei Epitaphien aus Solnhofener Plattenkalk an der Nordseite des Langhauses aus dem 18. und 19. Jahrhundert tragen Wappenreliefs der Familie Reichlin von Meldegg. An der Nord- und Südseite des Langhauses sind außen weitere Grabdenkmäler angebracht.

### Gedenktafeln
An der Nordseite der Langhausfassade befinden sich ein verwittertes Wappenrelief von 1764, das Fragment einer Sandsteinplatte aus dem 16. Jahrhundert und eine Sandsteinplatte mit flachem Relief, bezeichnet mit der Jahreszahl 1743; die restliche Inschrift bezieht sich auf eine Messstiftung.